# قطعنامه ۱۸۶۴ شورای امنیت
قطعنامه ۱۸۶۴ شورای امنیت سازمان ملل متحد که در تاریخ ۲۳ ژانویه ۲۰۰۹ تصویب شد، سندی بین‌المللی دربارهٔ بررسی وضعیت در نپال است. این قطعنامه طی نشست ۶۰۷۴ام با ۱۵ رای موافق، ۰ مخالف و ۰ ممتنع تصویب شد.